# Повернення живих мерців 4
«Повернення живих мерців 4: Некрополь» (англ. Return of the Living Dead: Necropolis) — американський фільм жахів 2005 року.

## Сюжет
Вчений могутньої корпорації «Hybra-Tech» Чарльз відправляється в Чорнобиль, щоб там купити кілька галонів токсичної речовини для проведення експериментів із зомбі. Тим часом, після аварії на мотоциклі, зникає підліток. Друг зниклого дізнається, що хлопця доставили в «Hybra-Tech». Разом зі своїми друзями він пробирається в лабораторію і випадково випускає на волю зомбі, які харчуються свіжими мізками.

## У ролях
- Еймі-Лінн Чедвік — Беккі
- Корі Гардрікт — Коді
- Джон Кіф — Джуліан Гаррісон
- Яна Крамер — Кеті Вільямс
- Пітер Койот — Дядя Чарльз
- Елвін Дандел — Зік Борден
- Александру Джоана — Джейк Гаррісон
- Тома Даніла — Карлос
- Діана Мунтяну — Мімі Ромеро
- Сербан Георгевічі — Гектор
- Джелу Ніцу — Борис
- Клаудіу Трандафір — Микола
- Борис Петров — Крусті
- Костянтин Барбулеску — Джої
- Разван Опреа — Даррен
- Міхай Бісерікану — фельдшер
- Дан Астілеану — Гарсія
- Лорена Лупу — Джені
- Наталі Естер — міс Рейберн
- Моніка Міхаеску — ресепшн
- Клаудіу Істодор — доктор
- Джордж Ремес — студент 1
- Крістіан Попе — студент 2